# Chancey
Chancey ist eine Gemeinde im französischen Département Haute-Saône in der Region Bourgogne-Franche-Comté.

## Geographie
Chancey liegt auf einer Höhe von 260 m über dem Meeresspiegel, zehn Kilometer nordöstlich von Pesmes und etwa 27 Kilometer westnordwestlich der Stadt Besançon (Luftlinie). Das Dorf erstreckt sich im Süden des Départements, östlich der Saôneebene auf einem Plateau, das sich westlich der Anhöhen der Monts de Gy ausdehnt.
Die Fläche des 7,71 km² großen Gemeindegebiets umfasst einen Abschnitt der leicht gewellten Landschaft zwischen den Talebenen von Ognon im Süden und Saône im Norden. Der Hauptteil des Gebietes wird von einem Plateau eingenommen, das durchschnittlich auf 270 m liegt. Es ist aus tertiären Sedimenten aufgebaut und wird überwiegend landwirtschaftlich genutzt. Im Osten gipfelt es auf dem Mont, auf dem mit 298 m die höchste Erhebung von Chancey erreicht wird. Auf dem ganzen Gebiet gibt es keine oberirdischen Fließgewässer. Im Westen erstreckt sich das Gemeindeareal in die Waldung des Bois de Riand, im Norden bis zum Bois de la Féole.
Nachbargemeinden von Chancey sind Venère und Bonboillon im Norden, Hugier im Osten, Motey-Besuche im Süden sowie Valay im Westen.

## Geschichte
Erstmals urkundlich erwähnt wird Chancey im Jahr 1262. Im Mittelalter gehörte das Dorf zur Freigrafschaft Burgund und darin zum Gebiet des Bailliage d’Amont. Zusammen mit der Franche-Comté gelangte Chancey mit dem Frieden von Nimwegen 1678 definitiv an Frankreich. Heute ist Chancey Mitglied des 18 Ortschaften umfassenden Gemeindeverbandes Communauté de communes du Val de Pesmes.

## Sehenswürdigkeiten

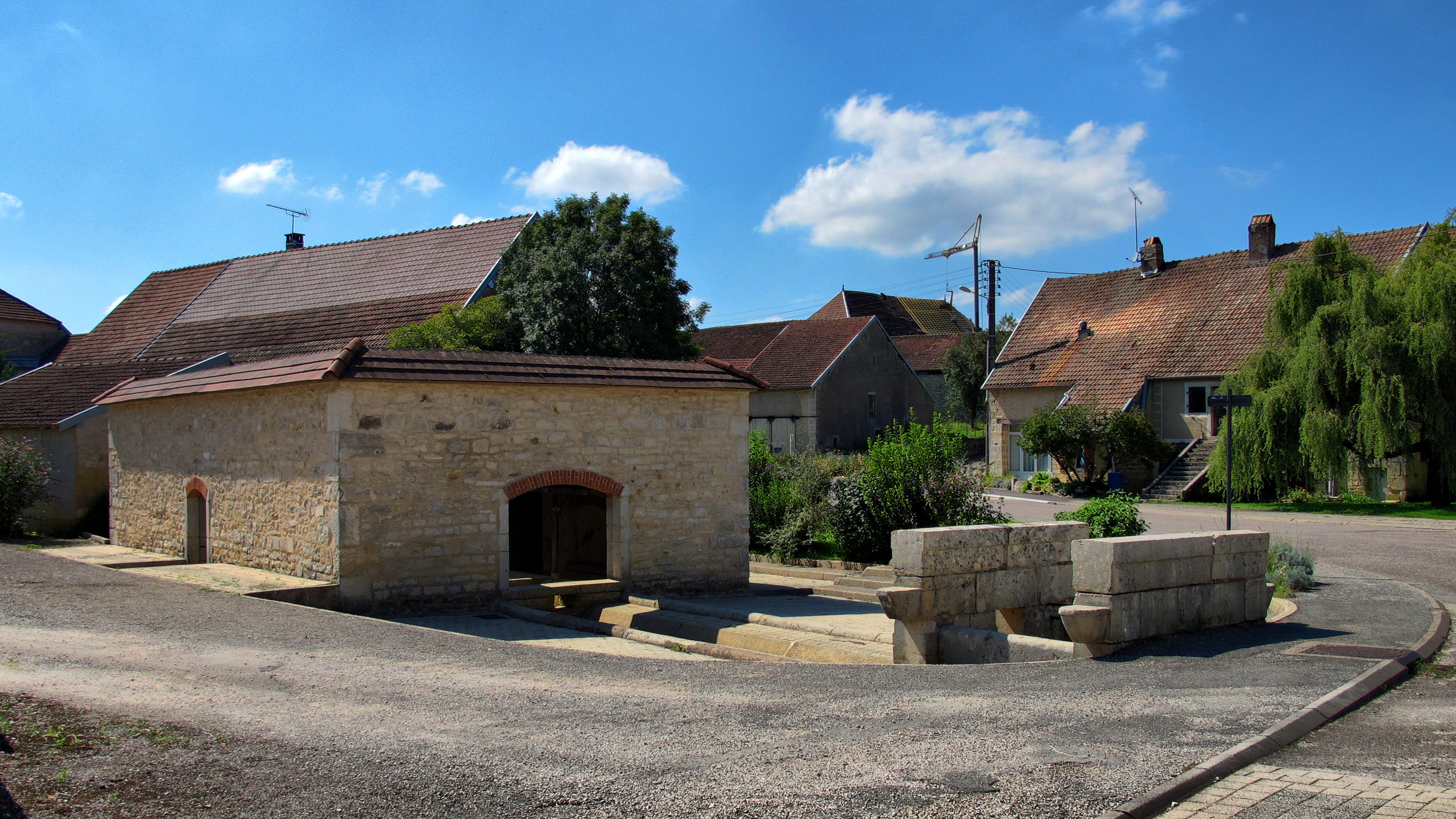
Lavoir

Die Dorfkirche von Chancey wurde im 18. Jahrhundert neu erbaut. Um die Kirche gruppieren sich mehrere spätmittelalterliche Häuser aus dem 16. bis 18. Jahrhundert. Zu den weiteren Sehenswürdigkeiten zählen ein ehemaliger Herrschaftssitz und das Lavoir (19. Jahrhundert), das früher als Waschhaus und Viehtränke diente.

## Bevölkerung
| Jahr                       | 1962 | 1968 | 1975 | 1982 | 1990 | 1999 |
| Einwohner                  | 167  | 158  | 133  | 127  | 130  | 119  |
| Quellen: Cassini und INSEE |      |      |      |      |      |      |

Mit 197 Einwohnern (1. Januar 2022) gehört Chancey zu den kleinsten Gemeinden des Département Haute-Saône. Nachdem die Einwohnerzahl in der ersten Hälfte des 20. Jahrhunderts deutlich abgenommen hatte (1906 wurden noch 266 Personen gezählt), wurden seit Beginn der 1970er Jahre nur noch relativ geringe Schwankungen verzeichnet.

## Wirtschaft und Infrastruktur
Chancey war lange Zeit ein vorwiegend durch die Landwirtschaft (Ackerbau, Obstbau und Viehzucht) und die Forstwirtschaft geprägtes Dorf. Heute gibt es einige Betriebe des lokalen Kleingewerbes, unter anderem in einem Steinbruchunternehmen. In den letzten Jahrzehnten hat sich das Dorf zu einer Wohngemeinde gewandelt. Viele Erwerbstätige sind deshalb Wegpendler, die in den größeren Ortschaften der Umgebung ihrer Arbeit nachgehen.
Die Ortschaft ist verkehrstechnisch gut erschlossen. Sie liegt an der Hauptstraße D12, die von Pesmes nach Gy führt. Weitere Straßenverbindungen bestehen mit Valay, Motey-Besuche und Hugier.